# Hans Strahm (Bibliothekar)
Hans Strahm (* 27. März 1901 in Bern; † 23. Juli 1978 ebenda) war ein Schweizer Bibliothekar und Historiker.

## Biographie
Hans Strahm war der Sohn des Kaufmanns Gottfried Christian und der Marie Hedwig, geborene Gfeller. 1927 heiratete Hans Strahm Pauline Marie Urweider, Tochter des Johannes.

## Karriere
Hans Strahm absolvierte von 1917 bis 1920 ein landwirtschaftliches Praktikum und studierte von 1921 bis 1929 an der Universität Bern und in Berlin Philosophie und Geschichte. 1925 erwarb er das bernische Gymnasiallehrerpatent und promovierte 1929 bei Anna Tumarkin.
Ab 1927 amtete er zuerst als Bibliothekar, von 1946 bis 1972 als Direktor der Berner Stadtbibliothek. Gleichzeitig wirkte er als  Honorarprofessor für Bibliothekswesen und Geschichte an der Universität Bern (1957–1972).
Strahm war auch politisch aktiv und vertrat 1938 die FDP im Gemeinderat von Köniz.
Strahm war ab 1939 Redaktor der Berner Zeitschrift für Geschichte und Heimatkunde.

## Ehrungen
1972 wurde er mit der Burgermedaille ausgezeichnet.